# Възнесение Господне (Братин дол)
„Възнесение Господне“ или „Свети Спас“ (на македонска литературна норма: „Свети Спас“) е възрожденска църква в битолското село Братин дол. Днес тя е част от Преспанско-Пелагонийската епархия на Македонската православна църква – Охридска архиепископия.
Църквата е гробищният храм на селото. Построена е в 1866 година.